# Mika Ojala
Mika Ojala (* 21. Juni 1988 in Paimio, Finnland) ist ein ehemaliger finnischer Fußballspieler. 

## Karriere
Ojala spielte ab 2006 neun Jahre für Inter Turku in der finnischen Veikkausliiga. Im Sommer 2015 wechselte er zum Drittligisten VfR Aalen und unterschrieb dort einen Vertrag bis 2017.
Als Mitglied der finnischen U-21-Nationalmannschaft erreichte er die U-21-Fußball-Europameisterschaft 2009, konnte auf Grund einer Verletzung aber nicht an der Endrunde teilnehmen.

## Erfolge

### Verein
- Finnischer Meister 2008 mit Inter Turku
- Finnischer Ligapokalsieger 2008 mit Inter Turku
- Finnischer Pokalsieger 2008, 2009 und 2018 mit Inter Turku

### Nationalmannschaft
- Qualifikation zur U-21-Fußball-Europameisterschaft 2009

### Individuell
- Veikkausliiga Spieler des Monats: August 2008
- Veikkausliiga Mittelfeldspieler des Jahres: 2008